# Leo von Busse
Leo von Busse (* 15. Juni 1876 auf dem Gut Ossen, Kreis Groß Wartenberg, Schlesien; † 21. Mai 1916 in Breslau) war ein deutscher Verwaltungsjurist.

## Leben
Seine Eltern waren der Gutsbesitzer, Landrat, Landesälteste und Leutnant Richard von Busse (* 1847; † 1894) und Elsbeth von Rathenow (* 1852; † 1919), Tochter eines höheren Offiziers. Leo studierte an der Ruprecht-Karls-Universität Heidelberg Rechtswissenschaft. Wie Heinrich von Bieler wurde er 1896 Mitglied des Corps Saxo-Borussia Heidelberg. Nach dem Studium trat er in den preußischen Staatsdienst. 1904 bestand er das Regierungsassessor-Examen bei der Regierung in Stettin.
1905 heiratete Leo von Busse in Görlitz Marie von Prittwitz und Gaffron (* 1881; † 1963), Tochter der Marie von Heyden-Nerfken und des Oberstleutnants Bruno von Prittwitz und Gaffron. Das Ehepaar hatte drei Söhne:
- Christian-Daniel (1906–1943)
- Richard (1907–1985) ⚭ 1937 Rose-Marie Gräfin von Schwerin (1917–2012)
- Markus (1913–1995) ⚭ 1. 1942 Ursula Kieserling (1923–2012); ⚭ 2. 1970 Christine Dietz (* 1945)

Als Regierungsassessor beim Oberpräsidium der Provinz Posen wurde er 1908 zum Landrat des Landkreises Groß Wartenberg ernannt. Er schied Mitte 1915 aus dem Staatsdienst aus und wurde Landeshauptmann des Provinzialverbands Schlesien. Das Amt hatte er bis zu seinem Tod inne.